# 住宅・都市整備公団9100形電車
住宅・都市整備公団9100形電車（じゅうたく・としせいびこうだん9100がたでんしゃ）は、住宅・都市整備公団（現：都市再生機構）が導入した通勤形電車。C-Flyer（シーフライヤー）の愛称をもつ。
その後の改組・譲渡により、現在は千葉ニュータウン鉄道が所有している。また、管理・運用は登場時から北総鉄道が行っている。

## 概要
1995年（平成7年）4月1日に開業する千葉ニュータウン中央駅 - 印西牧の原駅間の延伸に備え、1次車として8両編成2本（16両）が製造された。その後、2000年（平成12年）の印西牧の原駅 - 印旛日本医大駅間の延伸開業時に2次車として8両編成1本（8両）が増備された。
本形式では千葉ニュータウンのイメージアップや、省エネルギー化・乗り心地の向上・乗客サービスの向上などを設計の基本とした。車体は独自の設計だが、検査業務を北総鉄道に委託している（工場検査業務は京成電鉄に依頼）関係から、走行機器類は北総開発鉄道7300形電車や京成3700形電車とおおむね同一である。
愛称はC-Flyer（シーフライヤー）で、車体側面に愛称ロゴが貼り付けられている。愛称の由来は、「C」はChiba-Newtown（千葉ニュータウン）、Comfortable（快適）・Clean（清潔）・Culture（文化）の頭文字から、「Flyer」は優等列車（急行列車・快速列車など）の意味である。
都営地下鉄浅草線乗り入れ用車両としては、京急600形および京急新1000形（1 - 5次車）と並ぶ固定セミクロスシートを採用した車両である。
登場から1999年（平成11年）9月30日までは住宅・都市整備公団（住都公団）、同年10月1日から2004年（平成16年）6月30日までは都市基盤整備公団（都市公団）が所有して車両の管理業務を北総開発鉄道が行っていたが、同年7月1日に都市公団が都市再生機構へ改組されたのに伴い、同公団保有の鉄道施設と車両が千葉ニュータウン鉄道に譲渡され、北総開発鉄道も北総鉄道に商号変更されたため、「千葉ニュータウン鉄道所有・北総鉄道管理」となっている。
このため、1次車に貼り付けられていた住都公団のマークは都市公団移行時に同公団のマークに交換され（2次車は都市公団時代の登場）、千葉ニュータウン鉄道への譲渡時には全編成が「北総鉄道」と表記したプレートに交換の上、「K'SEI GROUP」ロゴも貼り付けられた。
千葉ニュータウン中央駅 - 印西牧の原駅間開業時には、本形式のクラフトモデルをあしらった記念乗車券が発売された。
2025年7月22日に印旛日本医大駅の開業から25周年を迎えるにあたり、同年7月18日〜8月22日までの期間限定で9128編成に記念ヘッドマークを掲出。

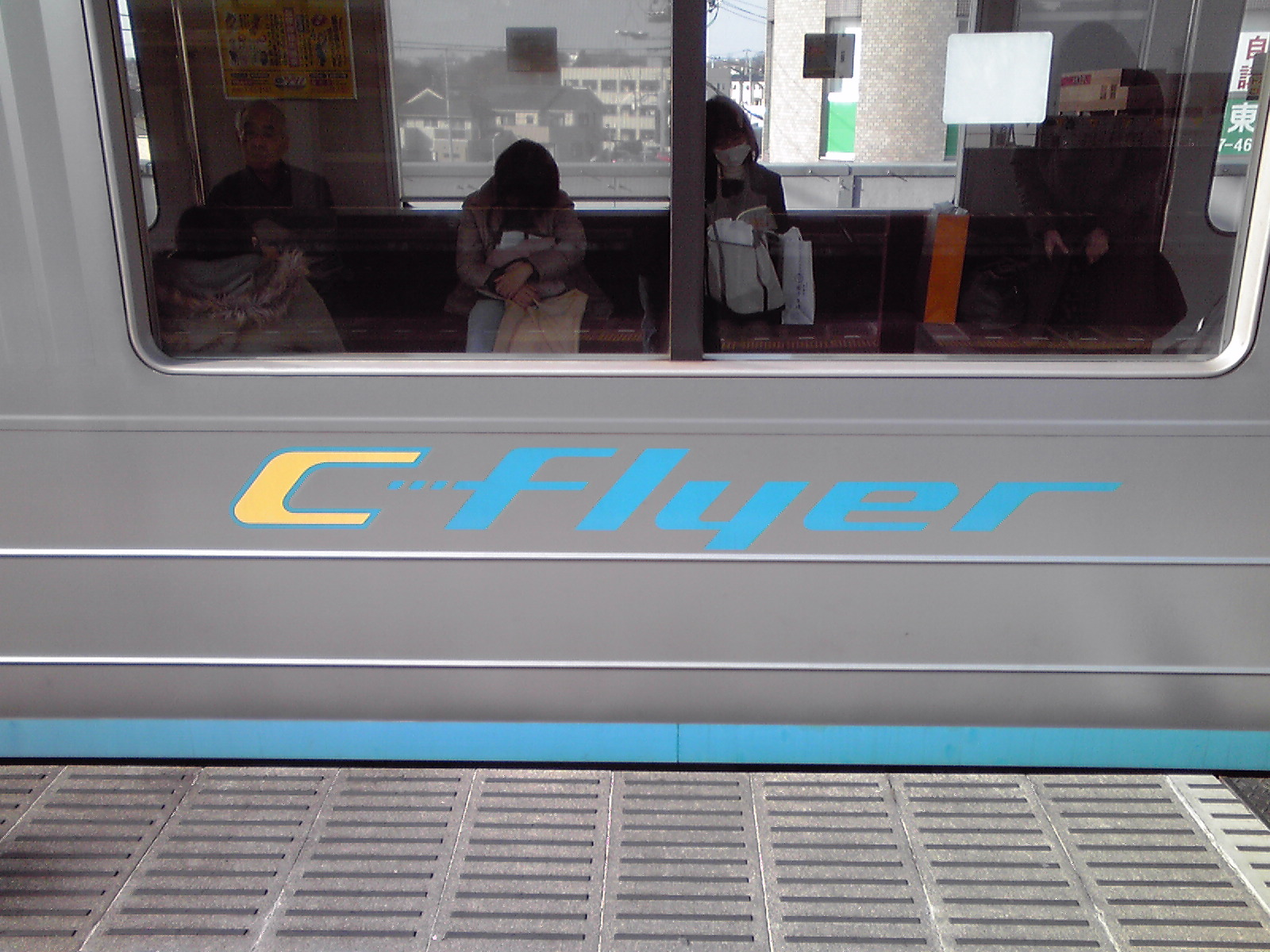
車両側面に標記されている「C-Flyer」のロゴ

## 構造

### 外観
車体は軽量ステンレス製とし、全面的にダルフィニッシュ（表面を梨地状とした艶消し、2次車は後述）仕上げとした。前面形状は鳥のオナガをイメージしたものとし、車体カラーリングもそれをベースとしたものである。車体断面は裾絞りのように緩くカーブした形状となっている。
前頭部は「まろやかさとスピード感」のイメージから三次元曲面を採用した丸みを帯びた形状で、普通鋼で構成される。上部はブラック、それ以外をシルバーメタリックを、下部に設置したスカートは青色に塗装されている。
正面には地下鉄線内における非常口に使用するプラグドアを設置する。正面窓上部の左右に丸形の尾灯と通過標識灯を配置し、中央にLED式の運行番号表示と種別・行先表示器を設置する。種別・行先表示は窓上部に日本語表記を配し、運転席窓下に英語表記の行先表示を配する。列車種別の英語表記は側面種別・行先表示器のみ表示される。当初は3色LEDだったが、2012年から2014年にかけて全編成がフルカラーLEDに変更されている。
側面のカラーリングは珍しいカラーリングを採用している。客用ドアでは先頭車の車椅子スペース部は青色を、中間車のクロスシート部に黄色の目立つカラーリングを施している。そのほか、各戸袋部にはグレーの縦ストライプを、車体裾部には全長にわたって青色のラインを配置している。
側面の行先表示器と車側灯、隣接の車外スピーカー1台は黒色として一体に見えるようにしている。側面の車両番号表記は車端部の下方に青色で表記されている。

### 内装
さわやかさと落ち着きのある空間を目指し、全体的に淡い色調を採用した。なお、この項目で述べる車内仕様は基本的に1次車のものであり、2次車の変更点については後述の項目を参照のこと。
車内はライトグレー系のつや消し無地の化粧板を使用し、床材は2色の濃淡柄入りで構成している。車椅子スペースは先頭車の1番目ドア直後に配置する。中央天井板（冷房ダクト部）には、ステンレス板に小さな孔を多数開けた1 mm厚のFRP板を貼り付けたもので、天井のアクセントとしている。
座席は基本的にはロングシートで、淡いブルー系の「パープリッシュブルー」としたセミバケットシートを使用している。座席端は袖仕切と呼ばれる仕切板を設置し、荷棚はステンレスパイプで構成される。ロングシートはいずれも1人分は440mm幅を確保した。なお、先頭車の優先席は薄い緑色の生地を使用する。
このうち、各中間車には各車両8人分のクロスシートを設置する。これは編成の4・5号車間を境として、先頭車側の車端部に設置されるもので、片側に2人掛けを2基設置する。後述の公衆電話設置場所は電話室スペースの関係から対面式のボックスタイプ、それ以外の場所は編成の4・5号車間を境として先頭車側を向く固定配置である。
側窓は2連のユニット窓で、車椅子スペース部は固定窓、それ以外の場所はすべて下降窓を配置する。カーテンはベージュ色のものである。連結面は妻面窓はなく、貫通扉は青色で、下方まで拡大した窓を設けている。
客用ドアは室内側も化粧板仕上げで、ドアガラスは独自の形状である。これは室内側のガラスの戸当たり部分を黒くし、閉まった時に1枚の大形窓にも見えるようデザインされたものである。

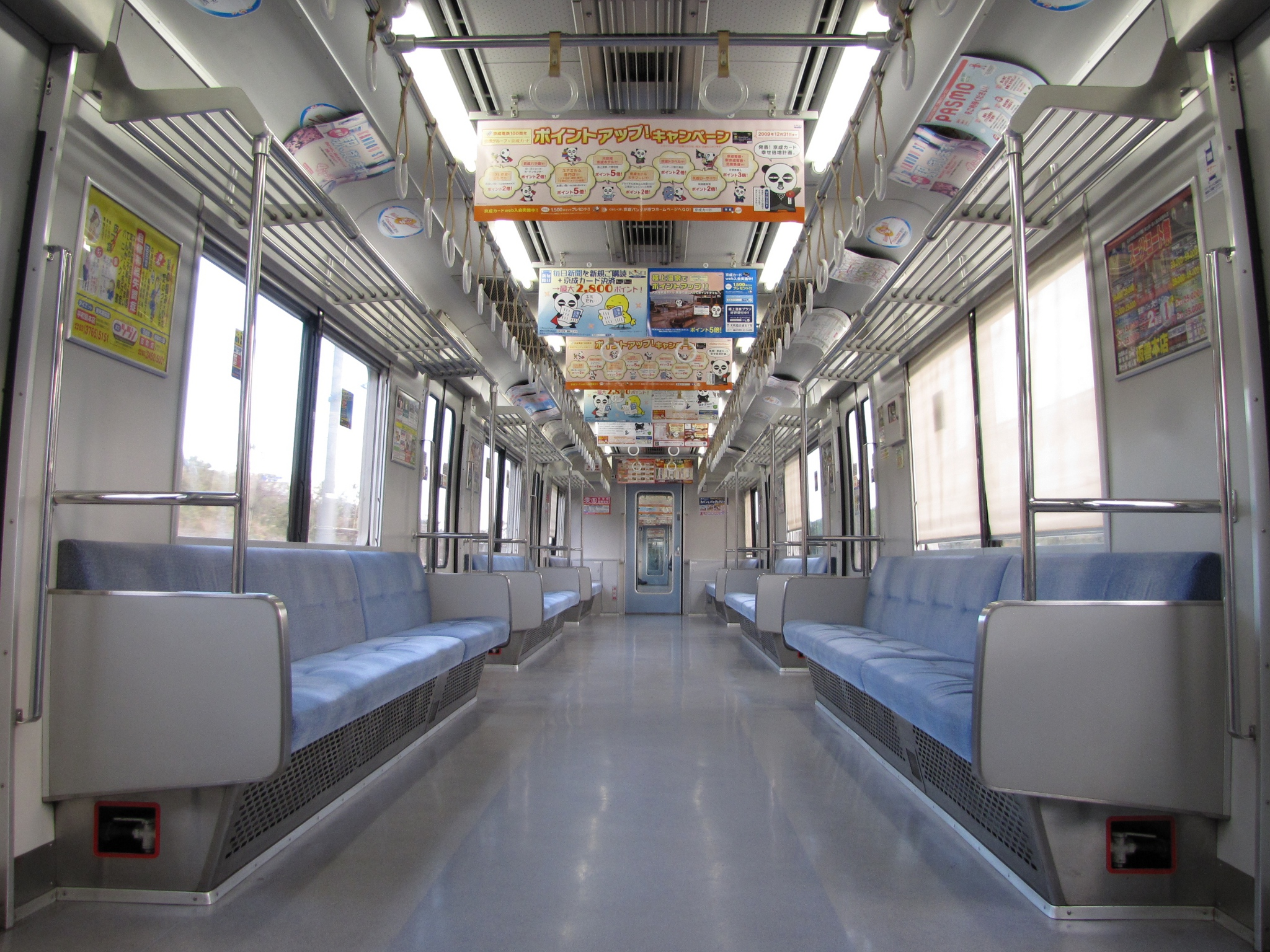
車内（1次車）
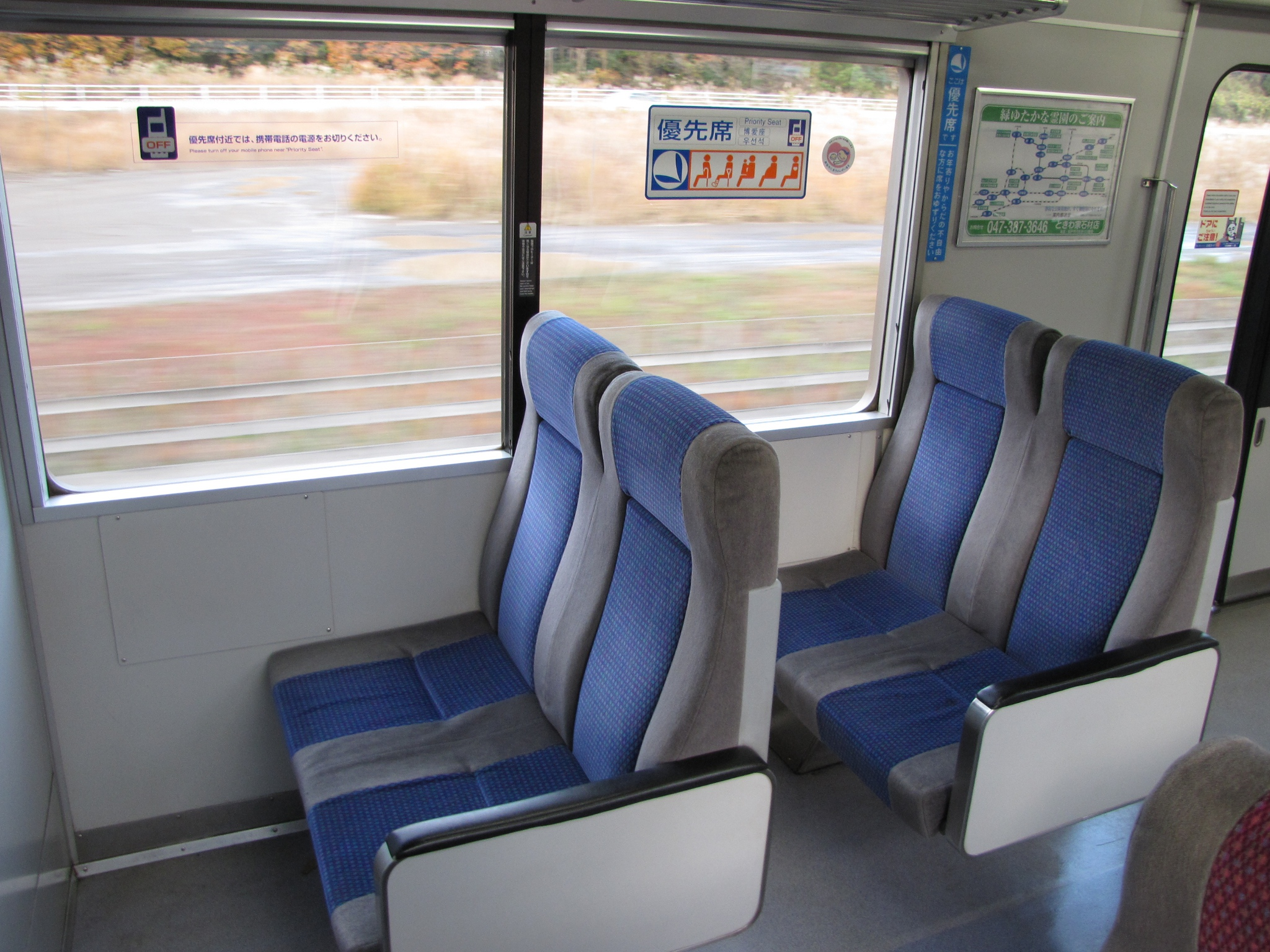
車端に設置されている クロスシート（1次車） 優先席となっている
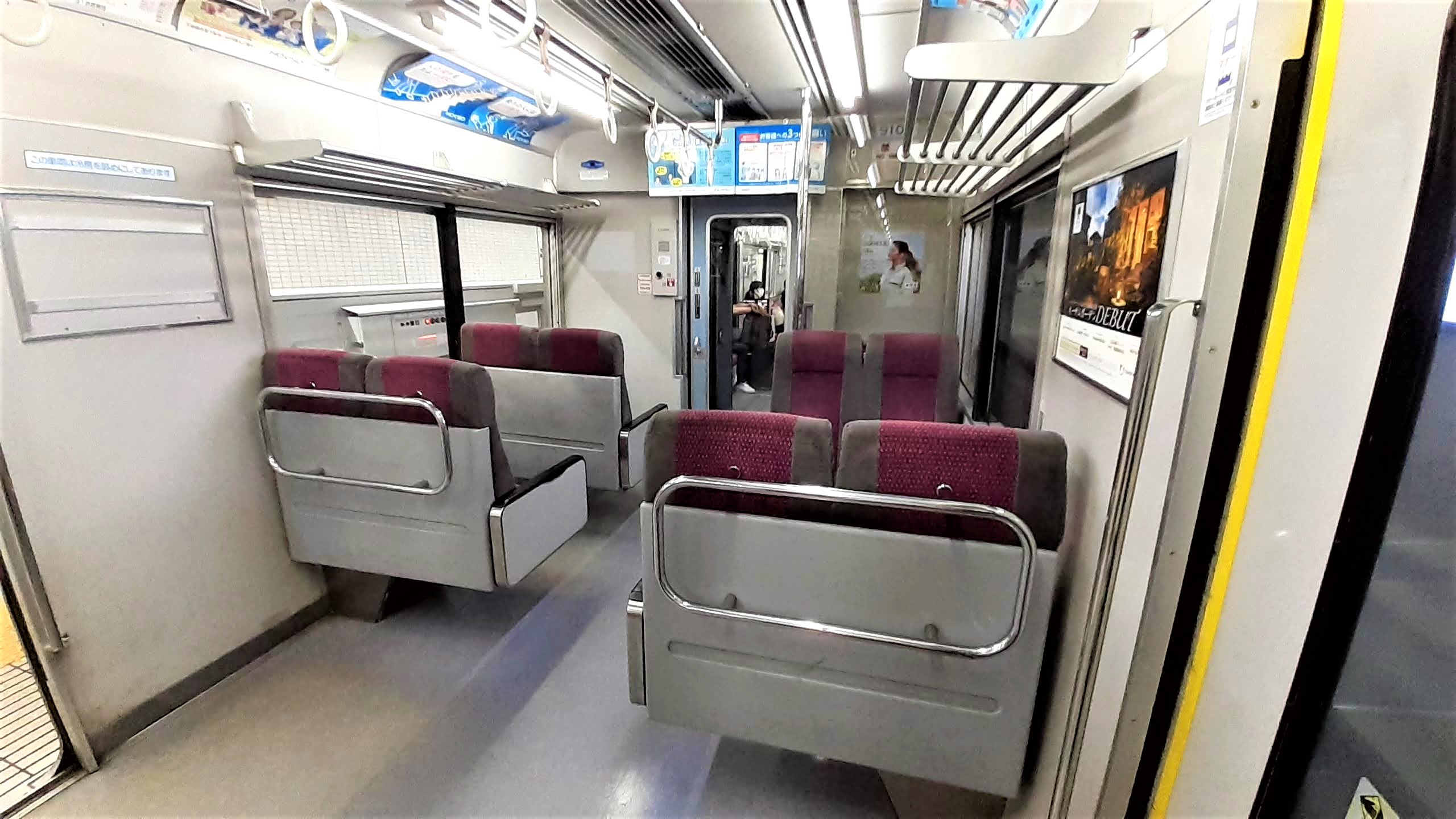
車端に設置されている クロスシート（1次車） 右側は対面式のボックスタイプ
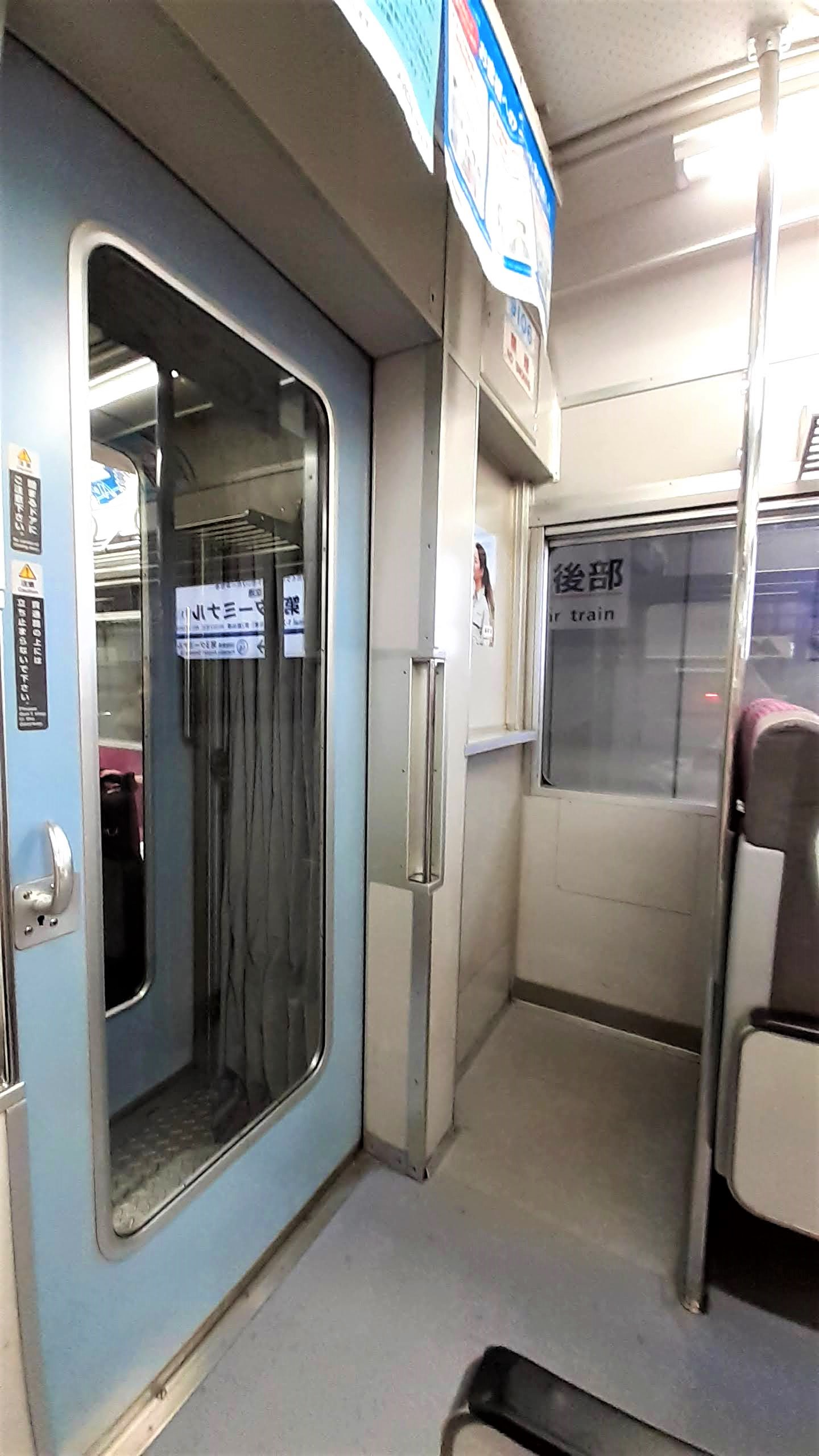
電話室スペース

#### サービス機器
ドア上部にはLED式車内案内表示器（2019年度に全編成がLCDに交換済み）が設置されている。仕様は京成3700形や北総7300形に準ずるが、装置自体は乗り入れ先全社で使用可能だった。また当初は自動放送装置を設置していた。
その後、2012年から2014年にかけて、外部表示のフルカラーLED化と同時に車内案内表示器を京成3000形や北総7500形等と同様のもの（こちらを参照）に変更のうえ千鳥配置とし、表示器のないドア上部は路線図掲示スペースとなった。
このほかに車内でのAM・FMラジオ聴取用の電波増幅器、各側面に車外案内放送用スピーカーを2個設置する。また、登場当時には3・6号車の車端部に通勤電車では初めてのカード式の公衆電話が設置されていた。その後1997年（平成9年）度に撤去されたが、電話室の区画はそのまま残されている（1次車のみ）。この公衆電話は都営浅草線などの地下区間では利用できなかった。
冷房装置は屋根上集中式の能力41.86 kW（36,000kcal/h）の装置を搭載する。装置はインバータによる容量可変式で、マイコンによって快適な室温に制御されるものである。車内の冷気拡散はラインフローファン方式で、補助送風機（ラインデリア）を設置する。

### 乗務員室
乗務員室内は灰色の配色とし、運転台計器盤は黒色の色調である。運転台計器盤周辺・マスコンハンドルの造作は京成3700形と同様としている。本系列では在来車両（9000形）よりも運転士用の座席を300mm車体中央へ寄せることで広い視界を確保させた。
主幹制御器は直通規格に基づいたT字形ワンハンドルマスコン方式（力行1 - 5ノッチ・常用ブレーキ1 - 5段・非常）を採用した。計器盤右端にはモニタ装置のディスプレイが収納されている。
乗務員室背面仕切壁には運転席背後に幅広の大窓を、右側に仕切扉窓を配置する。遮光幕は両方の窓に設置する。乗務員室は奥行きを2,100mmと広く確保し、このために運転席背後は立席スペースとした。

### 走行機器など
走行機器類は基本的に北総7300形や京成3700形と同一であり、車両性能も同一としている。
制御装置は東洋電機製造製のGTO素子によるVVVFインバータ制御である。制御器1台で130kW出力の主電動機を8台制御する1C8M制御方式としている。京浜急行電鉄の車両規定を適用し、先頭車両を制御電動車とし、編成でのMT比は6M2T構成である。
台車は住友金属工業製のSUミンデン式（U形ゴムパッド付き片板ばね式）軸箱支持方式の空気ばね台車を使用している。動力台車はFS547形、付随台車はFS047形と称する。
補助電源装置は東芝製のGTO素子を使用したDC-DCコンバータ方式（150kW出力）で、架線からの直流1,500Vを直流600Vに降圧するものである。交流回路にはパワートランジスタ素子を使用した静止形インバータで単相交流200Vに変換して使用する。
ブレーキ装置はMBSA方式で、回生ブレーキ併用電気指令式空気ブレーキとし、保安ブレーキと耐雪ブレーキ機能を有する。
空気圧縮機 (CP) は交流駆動のC-2000ML形を使用する。集電装置は下枠交差形のパンタグラフを搭載していたが、現在はシングルアーム式の物に換装されている。

## 2次車について
2次車は、1次車の落成から5年ほど経過したため、沿線利用者から構成されるモニター会員の意見や北総開発鉄道（当時）所属の乗務員からの要望を反映したものとした。走行機器類については予備部品の共通化のために変更はない。
1次車と2次車とでは次のような差異がある。
|                                                 | 1次車                                                      | 2次車                                                                            |
| ----------------------------------------------- | ---------------------------------------------------------- | -------------------------------------------------------------------------------- |
| 側面ステンレス外板仕上げ                        | 全面マット（つや消し）仕上げ                               | 窓周囲のみマット仕上げ、 それ以外を半つや消し仕上げ                              |
| 乗務員室の光線除け （太陽の光を遮る日差し除け） | ブルーの小形品を1枚                                        | グレーの大形品を2枚 （乗務員の要望から改善）                                     |
| 車内の化粧板                                    | ライトグレーのつや消し化粧板                               | ライトグレーの光沢化粧板 （色は同じだが、汚損防止対策から表面処理を変更）        |
| 袖仕切・座席生地                                | 袖仕切上部のパイプは1本 座席生地は淡い青紫系               | 袖仕切上部のパイプは2本 座席生地はより深い青紫系                                 |
| 座面形状                                        | 1人分の掛け幅は440mm 座面はセミバケットシート              | 1人分の掛け幅は450mm 座面はバケットシート                                        |
| 車内ドア上部のLED案内表示器の台数               | 全ドア部に設置（北総7300形と同一）                         | 千鳥配置（路線図・案内表示交互）                                                 |
| 中間車車端部のクロスシート                      | クロスシートは両側に設置 （2人掛けを片側2基、両側で8人分） | クロスシートは片側に設置（2人掛けを片側2基） 反対側は5人掛けのロングシートに変更 |

このほか、前面スカート左右にステップを新設し、前面ワイパーの点検作業を行いやすくした。さらに車両間転落防止幌を設置した。2012年には前面と側面の行先表示器を3色LEDからフルカラーLEDに変更のほか、ドア上部のLED案内表示器は北総7300形と同一の千鳥配置となった。
室内では、本系列が空港連絡列車に使用されることも考慮し、大きな荷物による蛍光灯破損を防ぐため、飛散防止形蛍光灯を使用した。空調装置ではラインデリアに強弱運転機能を追加した。なお、1次車で車内に設置していた公衆電話は当初より省略した。

## 編成
編成表
|          | ← 印旛日本医大浦賀 → |                     |                    |                     |                      |                    |                     |                      |       |
| 形式     | 9100形 （1） （M2c） | 9100形 （2） （M1） | 9100形 （3） （T） | 9100形 （4） （M2） | 9100形 （5） （M1'） | 9100形 （6） （T） | 9100形 （7） （M1） | 9100形 （8） （M2c） | 区分  |
| 機器配置 | CP                   | VVVF                | DDC                | CP                  | VVVF                 | DDC                | VVVF                | CP                   | 区分  |
| 車両番号 | 9101 9111            | 9102 9112           | 9103 9113          | 9104 9114           | 9105 9115            | 9106 9116          | 9107 9117           | 9108 9118            | 1次車 |
| 車両番号 | 9121                 | 9122                | 9123               | 9124                | 9125                 | 9126               | 9127                | 9128                 | 2次車 |

凡例
- VVVF：主制御器(1C8M)
- DDC：補助電源装置（DC-DCコンバータ）
- CP：空気圧縮機

## 運用

### 定期運用区間
- 北総鉄道北総線：京成高砂駅 - 印旛日本医大駅間
- 京成本線・押上線：京成高砂駅 - 青砥駅 - 押上駅間
- 都営地下鉄浅草線：押上駅 - 西馬込駅間
- 京急本線・空港線：泉岳寺駅 - 京急蒲田駅 - 羽田空港第1・第2ターミナル駅間

### かつての定期運用区間
- 京急本線・逗子線：京急蒲田駅 - 金沢八景駅 - 新逗子駅（現：逗子・葉山駅）間

### 臨時列車
- 2009年（平成21年）3月28日、ほくそう春まつりの開催に合わせて本系列を使用した臨時列車「ほくそう春まつり号」が京成上野 - 京成高砂 - 千葉ニュータウン中央間で運転された。なお、北総鉄道の車両が京成線京成上野 - 青砥間に入線し、北総線へ直通する列車が営業運転を行うのはこの臨時列車が初めてであり、北総線で下り特急列車が運転されるのも初めてのことだった。
- 2012年（平成24年）3月31日に八千代台 - 京成高砂 - 千葉ニュータウン中央間で運転を行った。営業運転で京成本線の京成高砂以東に入線することは初めてである。ただし、ほくそう春まつりの開催は強風のため中止となった。

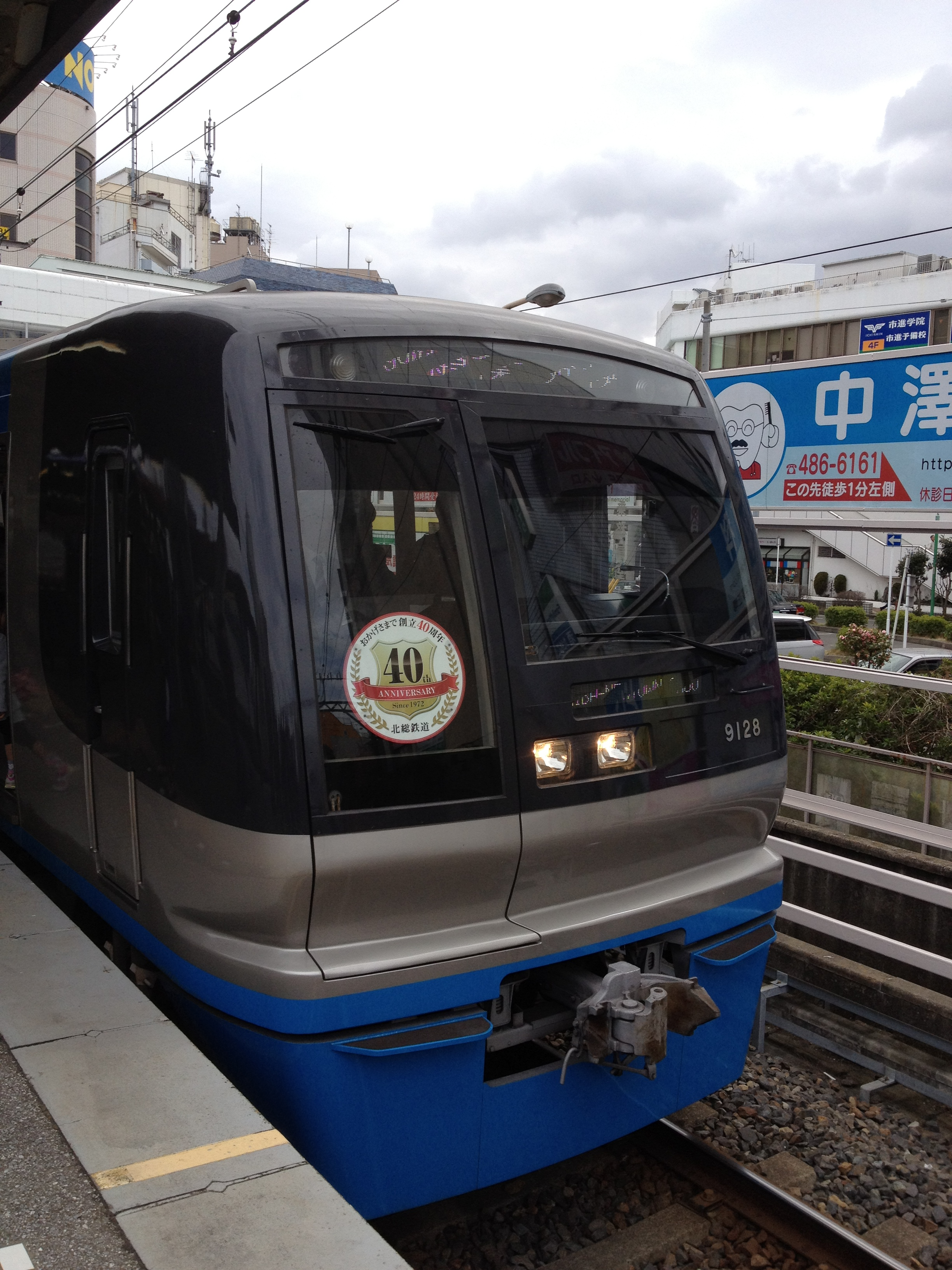
2012年開催時のほくそう春まつり号（八千代台駅）